# 17201 Matjazhumar
A 17201 Matjazhumar (ideiglenes jelöléssel 2000 AJ58) a Naprendszer kisbolygóövében található aszteroida. A LINEAR projekt keretében fedezték fel 2000. január 4-én.